# Chloroclysta
Genre
Chloroclysta est un genre de lépidoptères (papillons) de la famille des Geometridae, de la sous-famille des Larentiinae.

## Espèces rencontrées en Europe
- Chloroclysta miata (Linnaeus, 1758)
  - Chloroclysta miata clara (Thierry-Mieg, 1915)
  - Chloroclysta miata miata (Linnaeus, 1758)
- Chloroclysta siterata (Hufnagel, 1767) - Cidarie à bandes vertes